# Stazione di Postioma
La stazione di Postioma è una stazione ferroviaria posta sulla linea Montebelluna-Treviso. Serve il centro abitato di Postioma, frazione del comune di Paese.

## Strutture e impianti
La stazione dispone di due binari, e rappresenta l'unico punto di incrocio della linea.

## Movimento
La stazione è servita da treni regionali svolti da Trenitalia nell'ambito del contratto di servizio stipulato con le regioni interessate.